# Jarovce
Jarovce (in croato: Hrvatski Jandrof, in ungherese: Horvátjárfalu, in tedesco: Kroatisch-Jarndorf) è un quartiere, con autonomia a livello di comune, della città di Bratislava, capitale della Slovacchia, facente parte del distretto di Bratislava V.
È uno dei centri della minoranza croata in Slovacchia.

## Storia
Menzionato per la prima volta come Ban in un documento del 1208, divenne un insediamento a maggioranza croata a partire dal XVI secolo, quando numerosi profughi vi trovarono rifugio dalle invasioni ottomane.
Fino al 1947 Jarovce, insieme a Rusovce e Čunovo, faceva parte dell'Ungheria ed in quell'anno passarono alla Cecoslovacchia per favorire la costruzione del Porto di Bratislava. Dal 1947 al 1950 Jarovce è appartenuta amministrativamente a Rusovce, per poi divenire comune autonomo. Dal 1º gennaio 1972 fa parte della città di Bratislava.